# Беревоешти (Дамбовица)
Беревоешти (рум. Berevoești) насеље је у Румунији у округу Дамбовица у општини Фиени. Oпштина се налази на надморској висини од 454 m.

## Становништво
Према подацима из 2002. године у насељу је живело 681 становника, од којих су сви румунске националности.